# Дойл, Томми
То́мас Дойл (англ. Thomas Doyle; родился 17 октября 2001, Манчестер), более известный как То́мми Дойл (англ. Tommy Doyle) — английский футболист, полузащитник клуба Премьер-лиги «Вулверхэмптон Уондерерс», выступающий на правах аренды за клуб «Бирмингем Сити».

## Клубная карьера
С 2006 года тренировался в футбольной академии «Манчестер Сити». В основном составе «Сити» дебютировал 29 октября 2019 года в матче Кубка Английской футбольной лиги против «Саутгемптона». 8 июля 2020 года Дойл дебютировал в Премьер-лиге, выйдя на замену Рияду Махрезу в матче против «Ньюкасл Юнайтед».
После были аренды в «Гамбург», «Кардифф Сити» и «Шеффилд Юнайтед»
В конце трансферного окна сезона 2023/2024 на правах аренды присоединился к клубу Английской Премьер Лиги «Вулверхэмптон Уондерерс». За основной состав дебютировал 16 сентября 2023 года, выйдя на замену в матче Премьер-Лиги с «Ливерпулем»
1 июля 2024 года Вулверхэмптон оформил трансфер полузащитника за 5 млн евро из «Манчестер Сити»

## Карьера в сборной
Выступал за сборные Англии до 16, до 17, до 18 и до 19 лет.
В мае 2018 года в составе сборной Англии принял участие в чемпионате Европы среди юношей до 17 лет, забив гол с пенальти в матче против Израиля и победный гол в матче против Италии. Однако уже на 10-й минуте матча группового этапа против Швейцарии получил травму и выбыл из строя до окончания турнира.

## Личная жизнь
Дед Томми со стороны отца Майк Дойл и дед со стороны матери Глин Пардо были профессиональными футболистами и оба играли за «Манчестер Сити».